# Cataratas de Kegon
As Cataratas de Kegon (華厳滝, Kegon Taki) localizam-se no Lago Chuzenji (fonte do Rio Oshiri) no Parque Nacional de Nikko, perto da cidade de Nikkō, Tochigi, Japão. As cataratas foram formadas quando o Rio Daiya foi retraçado pelo fluxo de lava. Cerca de doze cachoeiras menores situam-se atrás e dos lados das Cataratas de Kegon, vazando através de muitas rachaduras entre a montanha e o fluxo de lava.
Com 97 m de altura, são uma das três maiores cachoeiras do Japão. No outono, o tráfego na rodovia de Nikko para Chuzenji pode às vezes aumentar com os visitantes vindo ver as cores do outono.
Em 1927, as Cataratas de Kegon foram reconhecidas como um das "Oito Vistas" que melhor mostravam o Japão e sua cultura no período Showa.
As Cataratas de Kegon são famosas pelos suicídios, especialmente entre os jovens japoneses.

## Suicídios

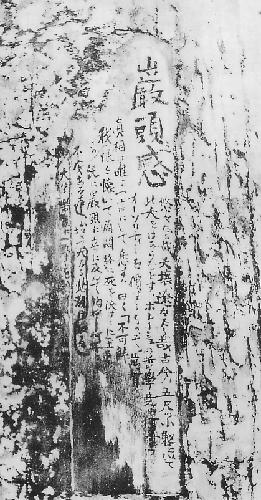
Poema de morte de Misao Fujimura.

Misao Fujimura (1886 – 22 de maio de 1903), um estudante de filosofia e poeta japonês, é muito lembrado devido ao seu poema de despedida escrito diretamente sobre o tronco de uma árvore antes de cometer suicídio pulando das Cataratas de Kegon.
A história logo foi sensacionalizada em jornais da época e foi comentado pelo famoso escritor Natsume Soseki. Isto levou a famosa cachoeira a se tornar um local notório onde jovens desesperados tiram suas próprias vidas (Efeito Werther).